# Фабрициус, Карл (историк)
Карл Фабрициус (нем. Karl Fabritius, венг. Fabritius Károly, 1826—1892) — трансильванский историк; был пастором, потом членом венгерского сейма, где примкнул к партии дружественных мадьярам младосаксов (Jungsachsen). Из его исторических трудов наиболее важны издание хроники Крауса и биография саксонского графа Маркуса Пемпфлингера.